# النجد (أرحب)

تعديل مصدري - تعديل

النجد هي إحدى قرى عزلة بني مرة بمديرية أرحب التابعة لمحافظة صنعاء، بلغ تعداد سكانها 15 نسمة حسب تعداد اليمن لعام 2004.